# V. E. Schwab
Victoria Elizabeth (V. E.) Schwab (nascida em 7 de julho de 1987) é uma escritora e criadora de conteúdo estadunidense. É mais conhecida pelo romance de 2013 Vicious, a série Shades of Magic, A Vida Invisível de Addie LaRue e seus livros de ficção para crianças e jovens publicados sob o nome Victoria Schwab. Ela também é a criadora e show runner (ao lado de Felicia D. Henderson) da série First Kill, baseado em um conto que ela escreveu para a antologia Vampires Never Get Old: Tales With Fresh Bite.

## Vida pregressa e educação
Schwab nasceu em 7 de julho de 1987 na Califórnia, mas cresceu em Nashville, Tennessee. Schwab foi para uma escola preparatória do sul só para meninas. Ela se formou na Universidade de Washington em St. Louis com um Bacharelado em Belas Artes em 2009. Ela originalmente planejava estudar Astrofísica, mas mudou de direção depois de fazer cursos de arte e literatura. Ela completou seu primeiro romance (não publicado) em seu segundo ano, e vendeu seu romance de estreia, The Near Witch, para a Disney antes de se formar.

## Escrita

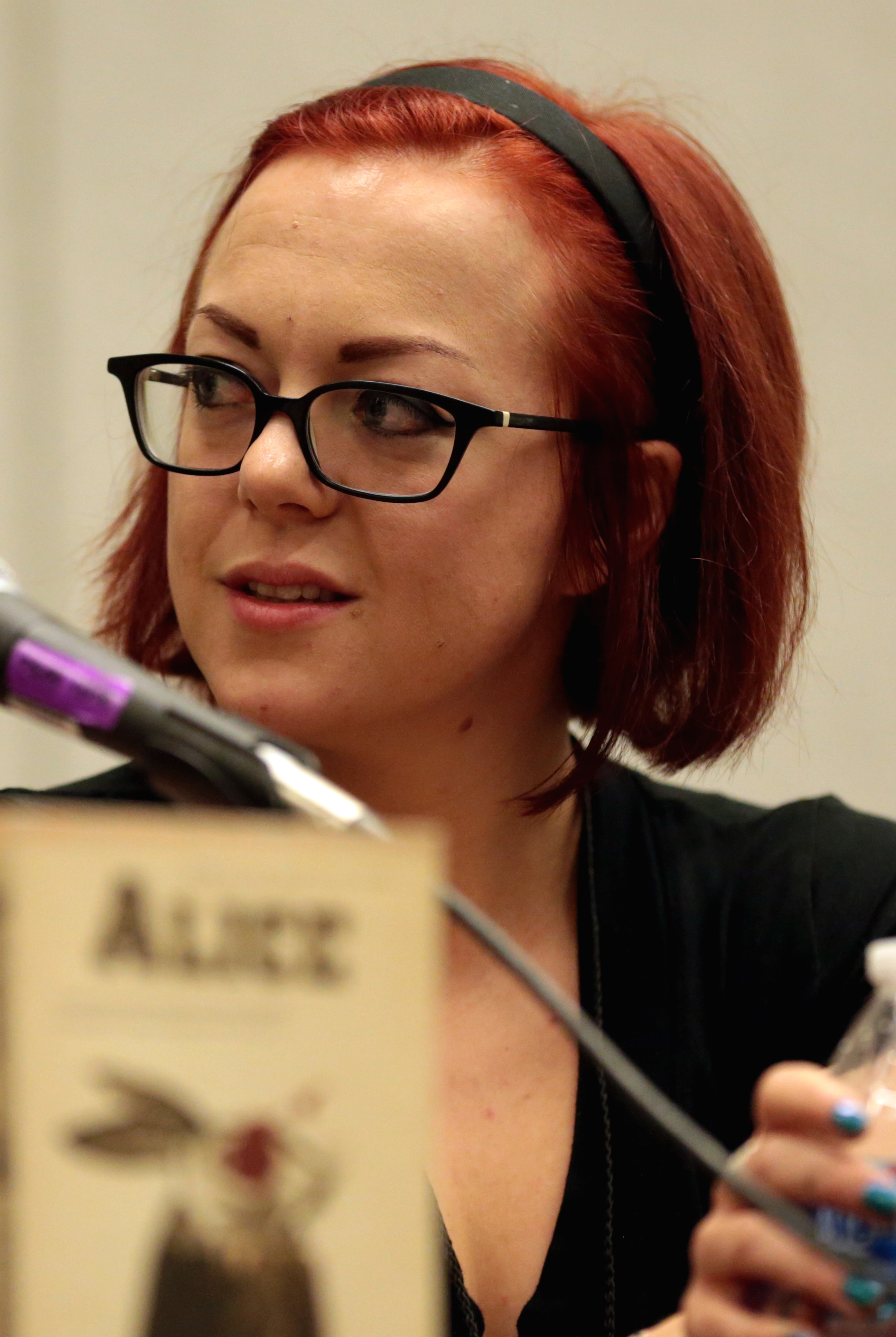
Schwab na Phoenix Comicon de 2017

O The Guardian chamou Vicious de "uma brilhante exploração dos mitos dos super-heróis e um thriller de vingança fascinante". Além disso, recebeu uma crítica estrelada da Publishers Weekly, que também nomeou o romance um de seus melhores livros de 2013 para Sci-Fi/Fantasia/Terror. A Associação de Referência e Serviços ao Usuário da American Library Association também o premiou como o melhor livro de fantasia em sua lista de leitura de 2014. No final de 2013, os direitos para uma adaptação cinematográfica de Vicious foram comprados em conjunto pela Story Mining & Supply Co e pela Scott Free Productions, de Ridley Scott.
Em 2014, Schwab assinou um contrato de dois livros com a Tor Books, que incluía A Darker Shade of Magic e sua sequência. O primeiro foi publicado em fevereiro de 2015 e também recebeu uma crítica com estrela da Publishers Weekly. Em 2017, ela assinou outro contrato de livro com a Tor para Vengeful, a sequência de Vicious; um novo conjunto de trilogia chamado Threads of Power, que ocorre no mesmo mundo da série Shades of Magic; e uma "homenagem a Blade Runner" chamada Black Tabs.
Em maio de 2018, Schwab deu a sexta palestra anual de Tolkien no Pembroke College, Oxford.

## Vida pessoal
Schwab cresceu em Nashville, Tennessee e morou em St. Louis, Brooklyn, Liverpool e Edimburgo. Ela se assumiu gay pela primeira vez aos 28 anos.

### Como Victoria Schwab

#### SérieA Guardiã de História
| Título original                 | Publicação original   | Título no Brasil       | Lançamento no Brasil |
| ------------------------------- | --------------------- | ---------------------- | -------------------- |
| The Archived                    | 22 de janeiro de 2013 | A Guardiã de Histórias | 15 de março de 2016  |
| The Unbound                     | 28 de janeiro de 2014 | A Guardiã dos Vazios   | 30 de julho de 2018  |
| "Leave the Window Open" (conto) | 2015                  | —                      | —                    |
| The Returned                    | TBA                   | —                      | —                    |

#### SérieEveryday Angel
| Titulo original | Publicação Original    | Titulo no Brasil | Lançamento no Brasil |
| --------------- | ---------------------- | ---------------- | -------------------- |
| New Beginnings  | 26 de maio de 2014     | TBA              | TBA                  |
| Second Chances  | 25 de Agosto de 2014   | TBA              | TBA                  |
| Last Wishes     | 29 de Dezembro de 2014 | TBA              | TBA                  |

#### SérieMonstros da Violência
| Título original  | Publicação original | Título no Brasil | Lançamento no Brasil |
| ---------------- | ------------------- | ---------------- | -------------------- |
| This Savage Song | 5 de julho de 2016  | A Melodia Feroz  | 24 de maio de 2017   |
| Our Dark Duet    | 13 de junho de 2017 | O Dueto Sombrio  | 21 de março de 2018  |

#### SérieCidade dos Fantasmas
| Título original | Publicação original   | Título no Brasil       | Lançamento no Brasil  |
| --------------- | --------------------- | ---------------------- | --------------------- |
| City of Ghosts  | 28 de agosto de 2018  | A Cidade dos Fantasmas | 24 de maio de 2021    |
| Tunnel of Bones | 3 de setembro de 2019 | Túnel de Ossos         | 25 de outubro de 2021 |
| Bridge of Souls | 2 de março de 2021    | Ponte das Almas        | 20 de junho de 2022   |

#### Obras avulsas
| Título original                                                                     | Publicação original    | Título no Brasil | Lançamento no Brasil |
| ----------------------------------------------------------------------------------- | ---------------------- | ---------------- | -------------------- |
| Broken Ground (Spirit Animals: Fall of the Beasts, Book 2) (escritora colaboradora) | 22 de dezembro de 2015 |                  |                      |
| Because You Love to Hate Me: 13 Tales of Villainy (escritora colaboradora)          | 10 de julho de 2018    |                  |                      |
| (Don't) Call Me Crazy (escritora colaboradora)                                      | 2 de outubro de 2018   |                  |                      |

### Como V. E. Schwab

#### SérieVilão
| Título original        | Publicação original    | Título no Brasil | Lançamento no Brasil |
| ---------------------- | ---------------------- | ---------------- | -------------------- |
| Warm Up (conto)        | 20 de agosto de 2013   | —                | —                    |
| Vicious                | 23 de setembro de 2013 | Vilão            | 1 de julho de 2019   |
| Vengeful               | 25 de setembro de 2018 | Vingança         | 10 de agosto de 2020 |
| Victorious (anunciado) | TBA                    | TBA              | TBA                  |

##### Graphic novels deVilão
| Título original | Publicação original                                                             | Título no Brasil | Lançamento no Brasil |
| --------------- | ------------------------------------------------------------------------------- | ---------------- | -------------------- |
| ExtraOrdinary   | - 5 de maio de 2021 (primeira publicação) - 23 de novembro de 2021 (compilação) | ExtraOrdinários  | 2023                 |

#### SérieOs Tons de Magia
| Título original              | Publicação original     | Título no Brasil            | Lançamento no Brasil  |
| ---------------------------- | ----------------------- | --------------------------- | --------------------- |
| A Darker Shade of Magic      | 24 de fevereiro de 2015 | Um Tom Mais Escuro de Magia | 18 de julho de 2016   |
| A Gathering of Shadows       | 23 de fevereiro de 2016 | Um Encontro de Sombras      | 14 de agosto de 2017  |
| A Conjuring of Light         | 21 de fevereiro de 2017 | Uma Conjuração de Luz       | 7 de dezembro de 2021 |
| Threads of Power (anunciado) | TBA                     | TBA                         | TBA                   |

##### Graphic novels deOs Tons de Magia
| Título original                          | Publicação original   | Título no Brasil | Lançamento no Brasil |
| ---------------------------------------- | --------------------- | ---------------- | -------------------- |
| Shades of Magic Vol. 1: The Steel Prince | 5 de março de 2019    |                  |                      |
| Shades of Magic Vol. 2: Night of Knives  | 15 de outubro de 2019 |                  |                      |
| Shades of Magic Vol. 3: The Rebel Army   | 7 de julho de 2020    |                  |                      |

#### SérieA Bruxa de Near
| Título original            | Publicação original | Título no Brasil | Lançamento no Brasil   |
| -------------------------- | ------------------- | ---------------- | ---------------------- |
| "The Ash-Born Boy" (conto) | 2012                | —                | —                      |
| The Near Witch             | 2 de agosto de 2011 | A Bruxa de Near  | 25 de setembro de 2013 |

#### Obras avulsas
| Título original                                                        | Publicação original    | Título no Brasil                | Lançamento no Brasil |
| ---------------------------------------------------------------------- | ---------------------- | ------------------------------- | -------------------- |
| The Invisible Life of Addie LaRue                                      | 6 de outubro de 2020   | A Vida Invisível de Addie LaRue | 30 de agosto de 2021 |
| Vampires Never Get Old: Tales with Fresh Bite (escritora colaboradora) | 22 de setembro de 2022 | Vampiros Nunca Envelhecem       | 13 de junho de 2022  |
| Gallant                                                                | 1 de março de 2022     | Mansão Gallant                  | 22 de agosto de 2022 |
| Black Tabs (anunciado)                                                 | TBA                    | —                               | —                    |